# Лудориите на лошото момиче (сериал)
Лудориите на лошото момиче (на испански: Travesuras de la niña mala) е мексикански уеб драматичен сериал, режисиран от Алехандро Басано и Павел Васкес и продуциран от W Studios за ТелевисаУнивисион през 2022 г. Сериалът е базиран на едноименния роман от 2006 г., написан от Марио Варгас Льоса, адаптиран от Мария Лопес Кастаньо. В края на месец март 2023 г. е обявено, че сериалът е подновен за втори сезон.
В главните роли са Макарена Ачага и Хуан Пабло Ди Паче.

## Сюжет
През 1953 г. Рикардо Сомокурсио е тийнейджър от средната класа на обществото в Лима, от квартал Мирафлорес, който се влюбва в наскоро пристигнала млада жена, Лили "Чилийката", наречена по този начин от Рикардо поради нейния произход. Тя е имигрантка, която заедно със сестра си търси по-добър живот, но след внезапната им раздяла, след като я вижда да се целува с по-възрастен мъж, тя изчезва и Рикардо открива, че Лили е излъгала, тя не е чилийка, нито се казва така. Тази млада жена изчезва от живота на Рикардо.
Още в своята младост Рикардо сбъдва дългогодишната си мечта да живее в Париж, града, за който баща му му е разказвал, когато е бил дете, и желаният град на любимите му писатели, там той получава работа като преводач за ЮНЕСКО. Във френската столица той отново среща младата жена, която сега се казва Арлет, която е на път за Куба с намерението да стане партизанин на перуанската революция. Тази златотърсачка продължава своето пътуване през Лондон, Токио и Мадрид в неочаквани срещи и разногласия с Рикардо, превръщайки любовта и разбитото сърце в свой начин на живот.

## Актьори
- Макарена Ачага – Арлет
  - Паулина Хил – Арлет / Лили "Чилийката" (тийнейджър)
- Хуан Пабло Ди Паче – Рикардо Сомокурсио
  - Хайме Макео – Рикардо (тийнейджър)
- Роуи Прието – Паул
- Ванеса Саба – Алберта
- Мариана Флорес – Ана
- Рената Чакон – Луси
- Моника Гусман – Еуфрасия
- Сантяго Елисондо – Лукен
- Лот Софи – Марироса
- Сантяго Емилиано – Хуан Барето
- Мария Гутиерес – Инге
- Марсело Барсело – Тико
- Таша Карера – Тереса
- Маурисио Абад – Гост на партито
- Фернандо Сото – Чарнес
- Мартин Куипер – Ричардсън
- Алба Меса – Карменсита
- Елисабет Марин – Пилар
- Раул Вега Дамян – Алфредо
- Адриана Бутой – Маргарита
- Едуардо Танус – Матео
- Фернандо Кайо
- Виктор Сивейра
- Нестор Родулфо
- Стив Бумелкроунд
- Хавиер Дулсайдес

## Премиера
Премиерата на „Лудориите на лошото момиче“ е на 8 декември 2022 г. в стрийминг платформата Vix+. Последният 10 епизод е излъчен на 2 февруари 2023 г.

## Продукция

### Развитие
През юни 2021 г. сериалът е обявен като едно от заглавията за стрийминг платформата Vix+ на ТелевисаУнивисион. Записите на сериала започват на 13 юли 2022 г. През октомври 2022 г. сериалът е представен на търговския панаир MIPCOM 2022, където е излъчен официалният трейлър.

### Кастинг
На 23 юни 2022 г. е съобщено, че Макарена Ачага ще изпълнява главната женска роля, а на 13 юли 2022 г. е обявено, че Хуан Пабло Ди Паче ще изпълнява главната мъжка роля.

## В България
Премиерата на сериала в България е на 6 юли 2025 г. по Би Ти Ви Стори, като последният епизод е излъчен на 26 юли 2025 г. Ролите озвучават актьорите Татяна Етимова, Мариана Жикич, София Джамджиева (до еп. 6), Здравко Методиев, Явор Караиванов; преводачи са Венета Сиракова, Илка Филипова-Бечева и Румяна Джамбазова, тонрежисьор е Георги Калудов, а режисьор на дублажа – Веселина Стоилова. Обработката е на студио „Ви Ем Ес“.